# バルテュス
バルテュス（Balthus, 1908年2月29日 - 2001年2月18日）は、フランスの画家。本名はバルタザール・ミシェル・クロソウスキー・ド・ローラ (Balthasar Michel Klossowski de Rola)。
ピカソに「二十世紀最後の巨匠」と称えられた。

## 経歴
父親・ローラ紋章のエリク・クウォソフスキ（ドイツ語: Erich Klossowski, von Rola-Kłossowski, ポーランド語: Eryk Kłossowski h(erbu). Rola）は東プロイセン・ラグニットのシュラフタ（ポーランド貴族）で、母親エリーザベト・シュピーロ（Elisabeth Dorothea Spiro）はノヴゴロドに起源をもつブレスラウ（ヴロツワフ）生まれのロシア・ユダヤ人。実兄のピエール・クロソウスキーはマルキ・ド・サドやフリードリヒ・ニーチェの研究者として著名な作家である。
ほとんど独学で絵を描いたバルテュスは、ルーヴル美術館で古典絵画の巨匠たちの作品を模写したが、なかでもピエロ・デラ・フランチェスカの影響が大きいとされる。古典を消化した、堅固な構成と繊細な描法でモニュメンタルな女性や少女像を多く描いたが、活動当初はシュルレアリスムや表現主義の全盛期であったため、作品の売り込みに苦労したバルテュスは一時衝撃的な題材を描き、話題集めに苦心した。
1937年にアントワネット・ド・ワットヴィル (Antoinette de Watteville) と最初の結婚をし、息子スタニスラス・クロソウスキー・ド・ローラ (Stanislas Klossowski de Rola) をもうける。離婚後もこの先妻とは生涯友人であり続けた。スタニスラスは、後にバルテュスの作品集出版に当たって執筆を担当している。1941年にはピカソが、バルテュスの「ブランシャール家の子どもたち」を購入している（バルテュスは生存中にルーブル美術館に展示された数少ない画家の一人だったが、この作品が展示されている）。1944年11月には、バルテュスがパリにピカソを訪問した。
1962年、パリでの日本美術展の選定のために訪れた東京で、当時20歳だった出田節子（いでたせつこ）と運命的な出会いをした。当時、離婚していなかったし、フランス中部・シャシー村の城館で8年間も生活をともにしてモデルを務めた義理の姪フレデリック・ティゾン（Frédérique Tison）もいた。節子とは1967年に結婚した。節子夫人も画家であり、2人の間には1973年に誕生した娘春美（ハルミ・クロソフスカ＝ド＝ローラ、ジュエリーデザイナー）がいる。バルテュスの生前、本人の意志により夫人は基本的に和服であった。

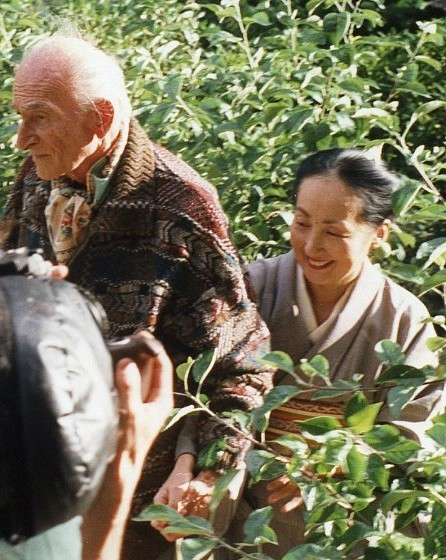
バルテュスと節子

1964年、作家で当時は文化大臣だったアンドレ・マルローによって、ローマのヴィラ・メディチ（芸術のためのフランス大使館の役割をもっていた）の館長に就任、文化交流とともに館の再生にあたる。
晩年はスイス、ヴォー州、ペイダンオー地方のロシニエールにある歴史的な山荘「グランシャレー」に暮らした。葬儀には大統領や首相ほかボノやU2などのロックスターも出席した。

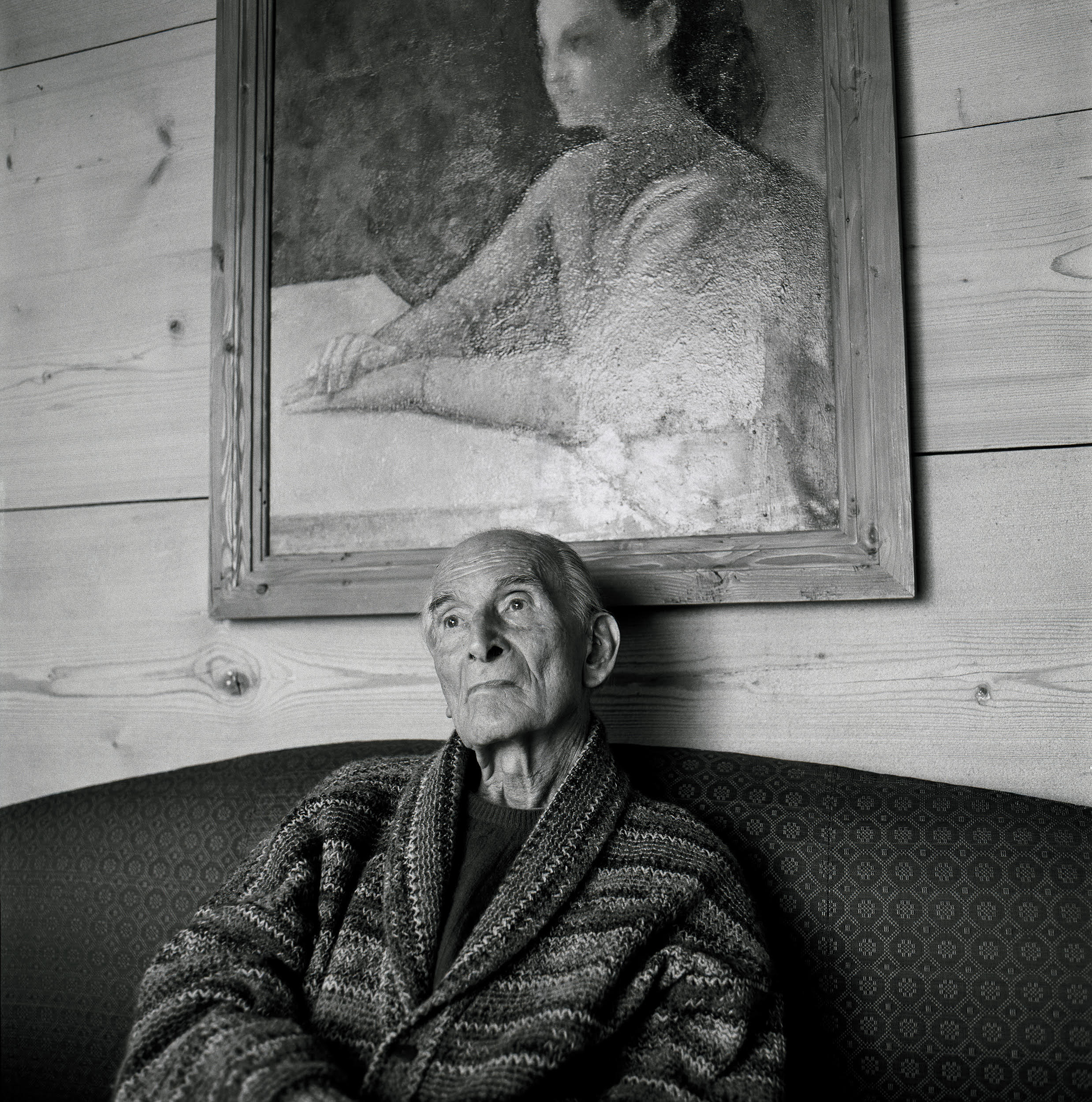
オリバー・マーク撮影（2000年）

## 人物
日本の書籍も愛読していてリルケの薦めで岡倉天心の『茶の本』を読んだ。他に『源氏物語』アーサー・ウェイリー訳(ドイツ語版)や、『雨月物語』、『五輪書』
を読んでいた。
勝新太郎はバルテュスの山荘に招かれ、居合抜きや三味線演奏を行なったことがある（ドキュメンタリー映画『バルテュス』（〈原題：Balthus the Painter、監督：マーク・カイデル〉より）。
リチャード・ギア、デビッド・ボウイとの親交もあった。

## オークション
2019年5月13日、バルテュスがテレーズ・ブランシャールをモデルに描いた絵画の一枚『ベンチシート上のテレーズ』がニューヨークのクリスティーズでオークションに出品され、バルテュスの作品として過去最高額である1900万2500ドル（約21億円）で落札された。

## 代表作
- 鏡の中のアリス Alice dans le miroir (1933)(ポンピドゥーセンター)
- 街路 La Rue (1933)
- キャシーの化粧 La Toilette de Cathy (1933) (ポンピドゥーセンター)
- ギターのレッスン La Leçon de guitare (1934)（個人蔵）
- 猫たちの王 Le Roi des chats (1935) （バルテュス財団）
- 山 La Montagne (1937)（メトロポリタン美術館）
- 夢見るテレーズ Thérèse rêvant (1938) （メトロポリタン美術館）
- 美しい日々 Les Beaux Jours (1944-46)（ハーシュホーン博物館と彫刻の庭）
- 部屋 La Chambre (1947) （スミソニアン美術館)
- コメルス・サンタンドレ小路 Le Passage du Commerce-Saint-André (1952-54) （個人蔵）
- ペイシェンス(一人占い) La Patience (1954-55) （個人蔵）
- 樹のある大きな風景 Grand Paysage à L'arbre (1960) (ポンピドゥーセンター)
- 暖炉の前の裸婦 Nu devant la cheminée (1975)（メトロポリタン美術館）
- 画家とモデル Le peintre et son modèle (1980-81)　(ポンピドゥーセンター)